# Miguel's War
Miguel's War je koprodukční dokumentární film z roku 2021, který režírovala Eliane Raheb podle vlastního scénáře. Snímek měl světovou premiéru 16. června 2021 na Mezinárodním filmovém festivalu v Berlíně, kde získal cenu Teddy Award.

## Děj
Miguel Jleilaty je gay, který před 37 lety emigroval z Libanonu do Španělska. Nyní se rozhodne navštívit svou rodnou zemi. Na cestě ho doprovází filmařka Eliane Raheb. Miguel se narodil 18. září 1963 v rodině vyšší třídy v Bejrútu. V roce 1982 se jako teenager zúčastnil První libanonské války. Z ní se Miguel vrátil traumatizovaný, současně zde měl první sexuální zkušenost s vojákem Tonym. Poté před válkou a represemi uteče z Libanonu do Madridu. Miguel začne pracovat jako překladatel pro konference. V roce 1994 se přestěhuje do Barcelony. V Libanonu režisérka vystopuje Tonyho a také Miguelovu chůvu Taklu.

## Ocenění
- Berlinale – Teddy Award pro nejlepší celovečerní film